# ديف ويلكينز
ديف ويلكينز (بالإنجليزية: Dave Wilkins)‏ هو عازف جاز باربادوسي، ولد في 25 سبتمبر 1914 في باربادوس، وتوفي في 26 نوفمبر 1990.